# Sassel (Zwitserland)
Sassel is een plaats en voormalige gemeente in het Zwitserse kanton Vaud, en maakt deel uit van het district Broye-Vully.
Sassel telde 145 inwoners in 2005.

## Geschiedenis
Voor 2008 maakte de gemeente deel uit van het toenmalige district Payerne. Op 1 januari 2008 werd de gemeente deel uit van het nieuwe district Broye-Vully. Na een referendum op 8 februari 2009 fuseerde de gemeente met de gemeenten Cerniaz, Combremont-le-Grand, Combremont-le-Petit, Granges-près-Marnand, Marnand, Seigneux en Villars-Bramard tot een nieuwe gemeente met de naam Valbroye en toen ongeveer 2.600 inwoners.